# Мітчелл (Айова)
Мітчелл (англ. Mitchell) — місто (англ. city) в США, в окрузі Мітчелл штату Айова. Населення — 124 особи (2020).

## Географія
Мітчелл розташований за координатами 43°19′14″ пн. ш. 92°52′15″ зх. д. / 43.32056° пн. ш. 92.87083° зх. д. (43.320421, -92.870873).  За даними Бюро перепису населення США в 2010 році місто мало площу 1,41 км², уся площа — суходіл.

## Демографія
Згідно з переписом 2010 року, у місті мешкало 138 осіб у 62 домогосподарствах у складі 41 родини. Густота населення становила 98 осіб/км².  Було 73 помешкання (52/км²).
Расовий склад населення:
| - 100,0 % — білих |

До двох чи більше рас належало 0,0 %. Частка іспаномовних становила 0,0 % від усіх жителів.
За віковим діапазоном населення розподілялося таким чином: 21,0 % — особи молодші 18 років, 55,8 % — особи у віці 18—64 років, 23,2 % — особи у віці 65 років та старші. Медіана віку мешканця становила 48,3 року. На 100 осіб жіночої статі у місті припадало 119,0 чоловіків;  на 100 жінок у віці від 18 років та старших — 113,7 чоловіків також старших 18 років.
Середній дохід на одне домашнє господарство  становив 46 263 долари США (медіана — 41 250), а середній дохід на одну сім'ю — 58 483 долари (медіана — 48 750). За межею бідності перебувало 9,4 % осіб, у тому числі 0,0 % дітей у віці до 18 років та 3,3 % осіб у віці 65 років та старших.
Цивільне працевлаштоване населення становило 46 осіб. Основні галузі зайнятості: виробництво — 34,8 %, роздрібна торгівля — 21,7 %, освіта, охорона здоров'я та соціальна допомога — 13,0 %, транспорт — 6,5 %.